# Brachymeria xanthopus
Brachymeria xanthopus är en stekelart som först beskrevs av Schmitz 1946.  Brachymeria xanthopus ingår i släktet Brachymeria och familjen bredlårsteklar. Inga underarter finns listade.